# Nephodia aethiopissa
Nephodia aethiopissa là một loài bướm đêm trong họ Geometridae.